# Amtsgericht Gartz (Oder)
Das Amtsgericht Gartz (Oder) war ein preußisches Amtsgericht mit Sitz in Gartz (Oder), Provinz Pommern.

## Geschichte
In Gartz bestand von 1849 bis 1879 die Gerichtskommission Gartz des Kreisgerichtes Stettin. Das königlich preußische Amtsgericht Gartz wurde mit Wirkung zum 1. Oktober 1879 als eines von 14 Amtsgerichten im Bezirk des Landgerichtes Stettin im Bezirk des Oberlandesgerichtes Stettin gebildet. Der Sitz des Gerichtes war Gartz. Sein Gerichtsbezirk umfasste aus dem Kreis Randow den Stadtbezirk Gartz (Oder), den Amtsbezirk Mescherin, den Amtsbezirk Gartz ohne die Gemeindebezirke Cummerow, Woltersdorf und die Gutsbezirke Cummerow und Woltersdorf sowie aus dem Amtsbezirk Hohenreinkendorf die Gemeindebezirke Hohenreinkendorf und Salvey-Mühlen. Am Gericht bestand 1880 eine Richterstelle. Das Amtsgericht war damit ein kleines Amtsgericht im Landgerichtsbezirk. Im Rahmen der Weltwirtschaftskrise wurden 60 Amtsgerichte als Folge von Sparverordnungen aufgehoben. Mit der Verordnung über die Aufhebung von Amtsgerichten vom 30. Juli 1932 wurde das Amtsgericht Penkun zum 30. September 1932 aufgehoben und sein Sprengel zwischen den Amtsgerichten Stettin und Gartz (Oder) aufgeteilt. Gegen die Schließung dieser Amtsgerichte agitierte die NSDAP in vielen Fällen. Nach der Machtergreifung 1933 wurden mit dem Gesetz über die Wiedereinrichtung aufgehobener Amtsgerichte und die Schaffung von Zweigstellen der Amtsgerichte vom 29. August 1933 eine Reihe dieser im Vorjahr aufgehobenen Gerichte zum 1. Oktober 1933 wieder eingerichtet, darunter auch das Amtsgericht Penkun.
Im Jahre 1945 wurde der größte Teil Pommerns unter polnische Verwaltung gestellt. Damit endete die Geschichte der Stettiner Landes- und Oberlandesgerichte. Das Amtsgericht Gartz (Oder) befand sich westlich der Oder-Neiße-Grenze und blieb daher erhalten, wurde aber nun dem Landgericht Greifswald und dem Oberlandesgericht Schwerin nachgeordnet. Zum 30. Juni 1951 wurde es aufgehoben.